# ستيبان مالكاسيانتس
ستيبانوس سارجسي مالخاسيانتس (7 نوفمبر 1857 - 21 يوليو 1947) (بالأرمنية: Ստեփան Սարգսի Մալխասյանց) هو أكاديمي ولغوي أرمني. باعتباره خبيرا في الأدب الأرميني الكلاسيكي، ترجم أعمال العديد من المؤرخين الأرمن الكلاسيكيين إلى الأرمنية الحديثة، وساهم في تقدم دراسة اللغة الأرمنية.

## مسيرته
ولد مالكاسيانتس في آخالتسيخه، في ما كان آنذاك جورجيا الروسية. في عام 1857، حصل على تعليمه الابتدائي في مدرسة (Karapetyan Parochial) في آخالتسيخه. من عام 1874 حتى عام 1878، التحق بمدرسة جيفوركيان في فاخارشابت (فاغارشابات حاليًا). في السنة الأخيرة من دراسته في فاخارشابت، ولج قسم الدراسات الشرقية في جامعة سانت بطرسبرغ الحكومية. في عام 1889، تخرج من الجامعة مع التركيز على الدراسات الأرمنية-السنسكريتية والأرمنية-الجورجية.
بعد الانتهاء من دراسته، قام مالكاسيانتس بتدريس الأرمن في المدارس وأصبح مساهمًا منتظمًا في الدوريات والمجلات الأكاديمية. بعد عودته إلى منطقة جنوب القوقاز، تولى منصبًا تدريسيًا في مدرسة (Karapetyan Parochial). بعد تأسيس جامعة يريفان الحكومية في فبراير 1920، أصبح مالكاسيانتس ضمن هيئة التدريس في قسم التاريخ واللغويات. في عام 1940، تم منح مالكاسيانتس دكتوراة في العلوم في فقه اللغة. في عام 1943 ساعد في تأسيس الأكاديمية الأرمنية للعلوم.

## روابط خارجية
- Armenian Explanatory Dictionary or also here (ՀԱՅԵՐԷՆ ԲԱՑԱՏՐԱԿԱՆ ԲԱՌԱՐԱՆ) by ستيبان مالكاسيانتس (about 130,000 entries). Yerevan, 1944. In 4 volumes. One of the definitive Armenian dictionaries. Written in classical Armenian orthography.